# 파라 칸
파라 칸(힌디어: फराह खान, 영어: Farah Khan, 1965년 1월 9일 ~ )은 인도의 영화 감독, 영화 제작자, 배우, 안무가이다.

## 작품 목록
- 킬러 와이프 (제작)